# Agama atra
Agama atra là một loài thằn lằn trong họ Agamidae. Loài này được Daudin mô tả khoa học đầu tiên năm 1802.

## Hình ảnh

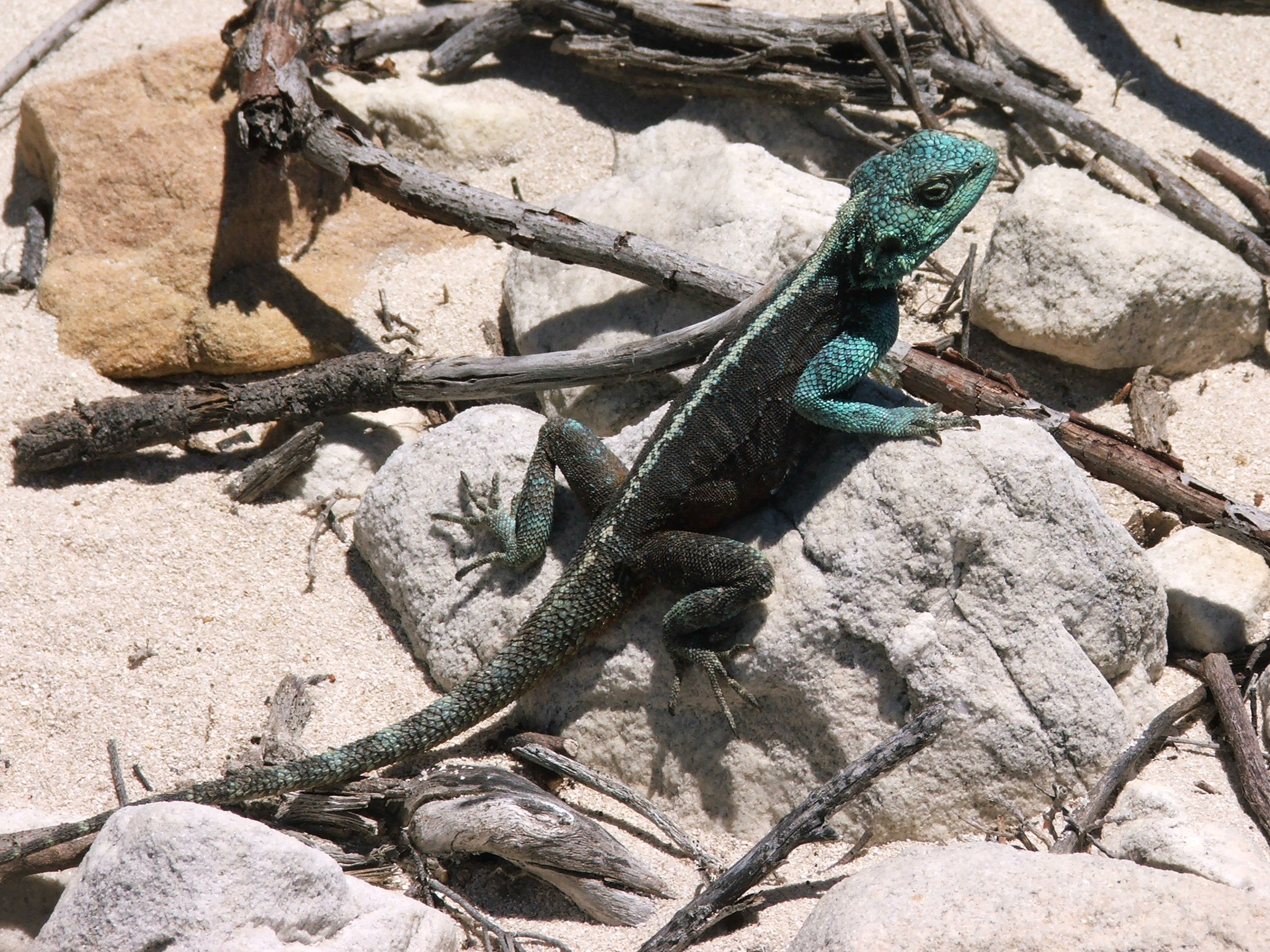
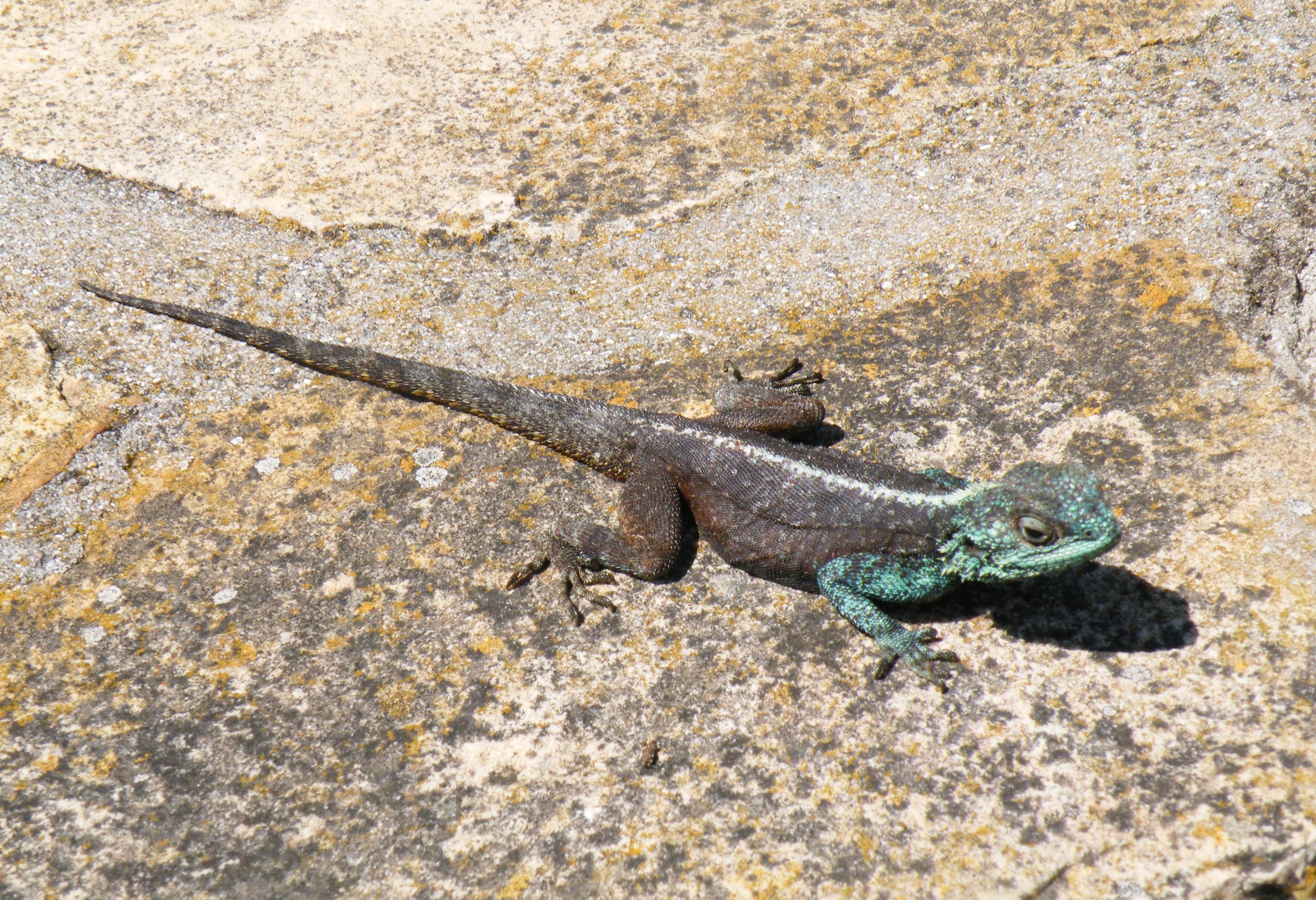
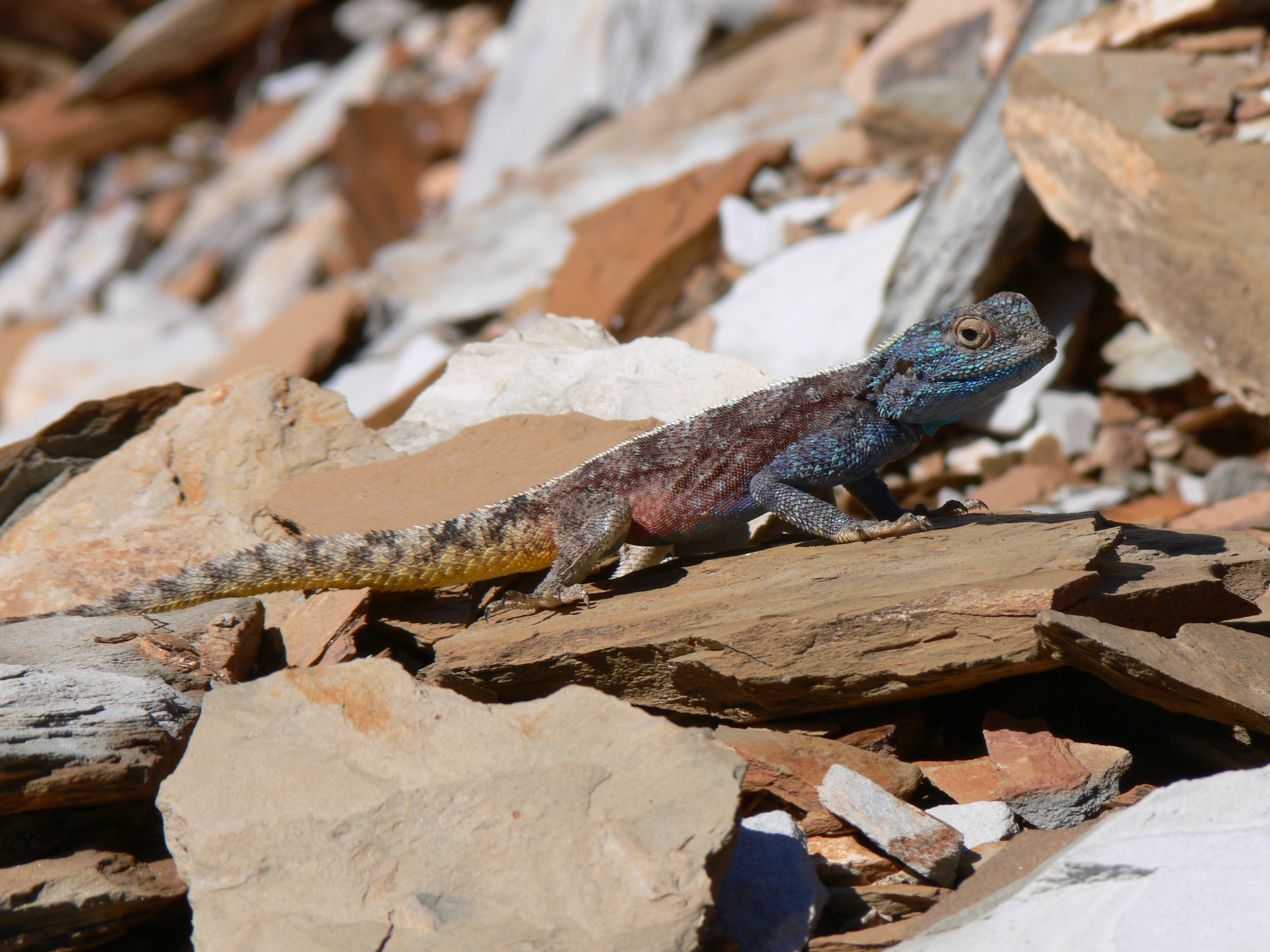
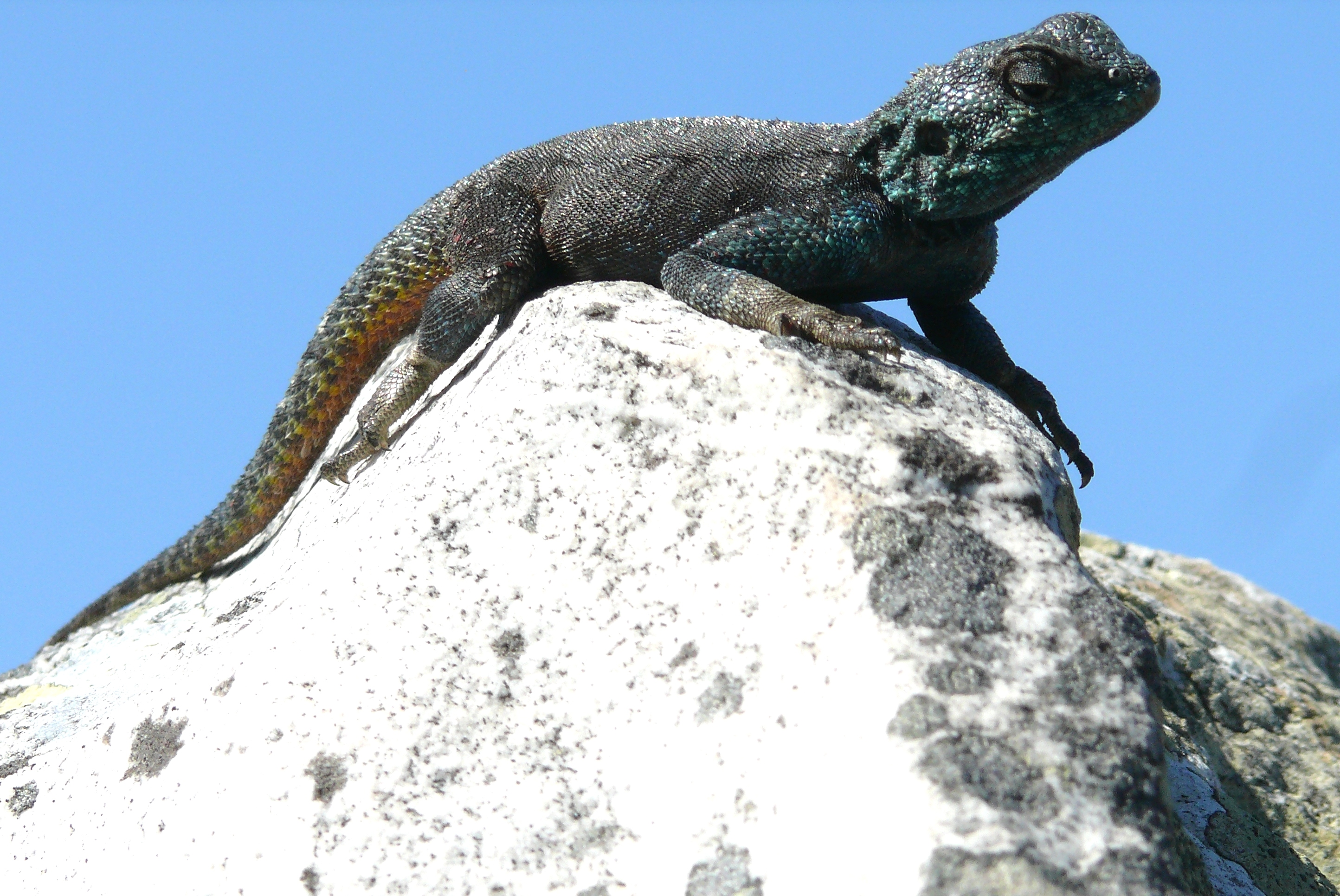